# Arashi
Arashi (嵐 Arashi, Lam) là một nhóm nhạc nam người Nhật gồm 5 thành viên thuộc Johnny & Associates. Trong tiếng Nhật, Arashi (嵐) có nghĩa là bão tố. Arashi phát hành single debut vào năm 1999 tại Hawaii trên một chiếc du thuyền.

## Sự nghiệp
Arashi trình diễn nhiều thể loại nhạc, bao gồm R&B, hiphop và pop. Không chỉ là nhóm nhạc thần tượng ở Nhật Bản, Arashi còn nổi tiếng ở châu Á và với người hâm mộ Jpop trên toàn thế giới.
Vào năm 1999, 8 vạn người hâm mộ đã đến tham dự buổi trình diễn đầu tiên của Arashi. Đĩa đơn đầu tiên của họ: "A・RA・SHI" đã đứng đầu bảng xếp hạng và bán được gần 1 triệu bản. Đến lúc này, Arashi đã phát hành được 15 album và 39 đĩa đơn.
Năm 2008, Arashi đã có 2 đĩa đơn là truth/Kaze no mukou e xếp hạng nhất và One love xếp thứ 2 trên bảng xếp hạng Oricon năm 2008. Cùng với 2 đĩa đơn khác là Beautiful days và Step and Go, cả bốn đĩa đơn của Arashi đều trong top 20 bài hát dẫn đầu của Oricon năm 2008. Năm 2009, Arashi tiếp tục độc chiếm vị trí đầu bảng xép hạng Oricon với đĩa đơn Believe, ngoài ra 3 đĩa đơn khác phát hành trong năm, là Ashita no Kioku/Crazy Moon (hạng 2), Everything và My Girl cũng lần lượt lọt vào top 5 của bảng xếp hạng Oricon.
Hiện tại, Arashi đang tạm ngưng hoạt động từ 1/1/2021.

## Các thành viên
Arashi bao gồm các thành viên:
- Ohno Satoshi (大野智?)
- Sakurai Sho (櫻井翔?)
- Aiba Masaki (相葉雅紀?)
- Ninomiya Kazunari (二宮和也?)
- Matsumoto Jun (松本潤?)

## Danh sách đĩa nhạc
| Album phòng thu - 2001: Arashi No.1 Ichigou: Arashi wa Arashi ｗo Yobu! - 2002: Here We Go! - 2003: How's It Going? - 2004: Iza, Now! - 2005: One - 2006: Arashic - 2007: Time - 2008: Dream "A" Live - 2010: Boku no Miteiru Fukei - 2011: Beautiful World]' - 2012: Popcorn - 2013: LOVE - 2014: The Digitalian - 2015: Japonism - 2016: Are You Happy? - 2017: Untitled - 2020: This Is Arashi | Album tổng hợp - 2002: Arashi Single Collection 1999–2001 - 2004: 5x5 The Best Selection of 2002–2004 - 2009: All the Best! 1999–2009 - 2012: Ura Ara Mania - 2019: 5x20 All the Best! 1999–2019 - 2021: Ura Ara Best 1999–2007 - 2021: Ura Ara Best 2008–2011 - 2021: Ura Ara Best 2012–2015 - 2021: Ura Ara Best 2015–2020 |

## Chương trình truyền hình
- C/D/G no Arashi
- Himitsu no Arashi chan (2008 - 2013)
- VS Arashi (2008 - 2020)
- Arashi ni Shiyagare (2010 - 2020)